# ولندان
ولندان هي قرية في مقاطعة شهرضا، إيران. عدد سكان هذه القرية هو 276 في سنة 2006.